# Sandokan feae
Espèce
Synonymes
- Oncopus feae Thorell, 1890
- Oncopus alticeps Pocock, 1897

Sandokan feae est une espèce d'opilions laniatores de la famille des Sandokanidae.

## Distribution
Cette espèce est endémique du Penang en Malaisie. Elle se rencontre sur l'île de Penang.

## Description
La femelle syntype mesure 9,5 mm.
Les mâles mesurent de 8,67 à 9,67 mm et les femelles de 8,77 à 9,45 mm.

## Systématique et taxinomie
Cette espèce a été décrite sous le protonyme Oncopus feae par Thorell en 1890 Le nom Oncopus Thorell, 1876 étant préoccupé par Oncopus Herrich-Schaeffer, 1855, il est remplacé par Sandokan par Özdikmen et Kury en 2007.
Oncopus alticeps a été placée en synonymie par Schwendinger et Martens en 2004.

## Étymologie
Cette espèce est nommée en l'honneur de Leonardo Fea.

## Publication originale
- Thorell, 1890 : « Aracnidi di Pinang raccolti nel 1889 dai signori L. Loria e L. Fea. » Annali del Museo Civico di Storia Naturale di Genova, sér. 2, vol. 10, p. 269-383 (texte intégral).